# Microdesmus lanceolatus
Microdesmus lanceolatus är en fiskart som beskrevs av Dawson 1962. Microdesmus lanceolatus ingår i släktet Microdesmus och familjen Microdesmidae. Inga underarter finns listade i Catalogue of Life.